# A világvallások összehasonlítása
A világvallások két nagy csoportja: 
- a nyugati (ábrahámi) vallások (kereszténység, iszlám, judaizmus, bahái)
- keleti vallások (hinduizmus, buddhizmus, kínai univerzizmus stb.)

Az ugyanabba a csoportba tartozó vallások általánosságban hasonló válaszokat adnak a vallásokat érintő kérdésekkel kapcsolatban, az erkölcsi tanítások lényege pedig szinte mindegyikben megegyezik.
Hinduk és buddhisták, konfuciánusok és taoisták egyaránt hisznek egy olyan természeti és erkölcsi világtörvényben, amely a kezdet és vég nélküli kozmikus folyamatot irányítja, míg a kereszténység, az iszlám és a zsidóság a személyes Istenben hisz, aki a világot a semmiből teremtette, és azt gondviselésszerű irányításával vezeti a végső cél felé.
A három nagy keleti vallás (hinduizmus, buddhizmus, kínai univerzizmus) megegyezik abban, hogy etikáját a világ immanens (azaz belsejében rejlő, természetéből következő) erkölcsi rendjére alapozza. Nincs különösebb jelentősége annak, hogy az erkölcsi törvény hordozójaként, illetve végrehajtó szerveként feltételeznek-e egy személyes vagy személytelen isteni lényt, vagy sem, hiszen ezeknél az erkölcsi cselekvést, valamint az ebből következő sorsot meghatározó irányelv tulajdonképpen mindig a kozmoszban benne rejlő dharma vagy tao.
Egészen másfajta a szerkezete az ábrahámi vallásoknak, a kereszténységnek, az iszlámnak és a judaizmusnak. Ez a három vallási forma abszolút teocentrikus. A világ személyes kormányzójának létezésében való hit nincs a hívők tetszésére bízva, hanem a valláshoz tartozás elengedhetetlen előfeltétele. Ezekben a vallásokban a mulandó földi élet rövid időszaka alatt tanúsított magatartása határozza meg az örök üdvösség vagy az örök kárhozat változtathatatlan, maradandó állapotát, amely a végítélet után következik.
Minden vallási gyülekezet a saját vallását tartja az egyedül igaznak vagy legalábbis az abszolút igazság legmagasabb rendű és legadekvátabb kifejezési formájának, minden más tanítást csekélyebb értékűnek — ha nem éppen teljességgel hamisnak — ítél. Egy adott tanítás igényeinek vizsgálatakor ezért rendkívül fontos tisztázni, mivel próbálja elsőbbségi jogát alátámasztani, és miért tulajdonít csekélyebb értéket minden más rendszernek.
A következőkben öt nagy világvallást oly módon tárgyalunk, hogy előbb saját hívőik véleményét ismertetjük, azután más hitformák követőinek bírálatát.

## Hinduizmus
A hinduizmus a szabadság vallása, amely a lehető legtágabb teret engedi a hit és az imádat különböző formáinak. Nem kényszerít senkit arra, hogy dogmákat vagy az imádat egy bizonyos formáját elfogadja. Lehetőséget teremt mindenki számára, hogy önmagába nézzen, vizsgálódjon és elmélkedjen. Ennek eredményeképp a különböző vallásos hitek, az imádat vagy a szádhana különféle formái, a szertartások és hagyományok különböző fajtái mind megbecsült helyet foglalnak el benne, és az emberek egymással békében és harmóniában gyakorolják őket. A kereszténységgel ellentétben a hinduizmus nem jelenti ki, hogy a végső megszabadulás (vagy üdvösség) csak egy úton érhető el. A hinduizmus tisztelettel adózik más vallások iránt. Bár az alaptételekben hajthatatlan (karma, lélekvándorlás), amit más vallásalapítók tanításában igaznak lát, azt bekebelezi.
Ez minden idők legrégibb élő világvallása. Híveinek véleménye szerint, az emberek örök, időtlen ősvallása. Ezt a következőképp indokolják:
- A hinduizmusnak nincs alapítója, hanem a világ kezdete óta létezik, pontosabban öröktől fogva, mivel a mi világunkat más világok előzték meg.
- Szent iratokon (a Védákon) alapszik, amelyek, más vallások hasonló irataival ellentétben, örök és emberfeletti eredetű.
- Olyan világ- és társadalmi rendet képvisel, amely a fokozatos megtisztulás elvén alapszik, és amely mint isteni intézmény megingathatatlan érvényre tarthat igényt.
- A bráhmanák kasztjában a legtökéletesebb vér szerinti, erkölcsi és rituális sajátságokkal rendelkező papi nemességet mondhatja a magáénak.

Ezekkel az állításokkal már a régi buddhisták is vitába szálltak. Azt igyekeztek kimutatni, hogy a Védák ellentmondásokat és erkölcsileg
támadható részleteket tartalmaznak, emberektől származnak, és hogy a kasztrendszer, valamint az egész vallási-társadalmi rendszer a kulturális
fejlődés során jött csak létre. A Szuttanipáta szerint Buddha ezt mondta: 
„Az egyes állatfajták különbözők testi felépítésüket illetően, az embereknek mind egyforma testük és szerveik vannak. A kaszthoz való tartozás ezért emberi elképzeléseken alapszik. A bráhmanák sem mások, mint a többi ember, őket is anya hozta a világra, és ugyanolyan jó és rossz tulajdonságaik vannak, mint a többi embernek. Nem állíthatják magukról, hogy Brahmától származnak, és hozzá hasonlók, hiszen »Brahmá« jóságos, tiszta szívű, és nem ragaszkodik világi tulajdonhoz, a bráhmanák viszont pontosan ennek az ellentétei.” Végül pedig: „Honnan tudják tulajdonképpen a bráhmana urak, akik olyan büszkék származásukra, hogy anyjuk, nagyanyjuk és nőnemű elődeik hetedíziglen csak bráhmanákkal háltak és nem bráhmanákkal soha?”
Vallási szempontból a hinduk vallásuk különleges előnyének tartják, hogy különböző hitbeli elképzeléseket és ájtatossági formákat enged meg,
és ily módon a legkülönbözőbb szellemi beállítottságú és intellektuális felfogóképességű emberek igényeit elégíti ki. Ez azt is lehetővé teszi
számukra, hogy más vallások vallási értékeit megbecsüljék, azok szent embereit sajátjaikkal egyforma módon nagyra értékeljék, és isteni
inkarnációkként tiszteljék. Radhakrisnan  indiai filozófus így ír erről a Hindusztán szíve című művében:
„Amikor a földhözragadt materializmus eluralkodik az élet felett, fellép egy Ráma vagy Krisna, egy Buddha vagy Jézus, hogy az igazság szétrombolt harmóniáját helyreállítsa. Ezekben a férfiakban, akik megtörik az érzékek világának hatalmát, feltörik a szívbéli szeretet pecsétjét, és eltöltenek bennünket az igazság és törvény iránti szeretettel, Isten legnyomatékosabb koncentrációját kapjuk. Kinyilatkoztatják nekünk az utat, az igazságot és az életet. Ha a keresztény gondolkodók elismerik, hogy az emberek utat találhatnak Istenhez, és másként is megmenekülhetnek, mint Jézus közvetítésével, akkor a hinduk készségesen átveszik majd Jézus vallásának lényeges sajátosságai.
A protestáns világmisszió tambarami (Dél-India) egyik konferenciáján mondta egy indiai főbíró, hogy az ő ideálja az volna, ha a
hinduizmuson belül Jézus híve lehetne, ha hinduként imádkozhatna Krisztushoz. 
Amikor egy alkalommal egy misszionárius azt jegyezte meg Gandhinak, hogy Jézus tanítványának tartja őt, Gandhi így válaszolt:
„Az is vagyok, habár más értelemben, mint ahogyan azt Ön valószínűleg gondolja. Én ugyanis Buddhának, Krisnának és Mohamednek is tanítványa vagyok. Ők valamennyien ugyanazt akarják: igazságot, szeretetet és becsületességet.”
„Meggyőződésem szerint azonban - folytatta erre a misszionárius - Krisztus a legfőbb igazságot hozta, mégpedig Isten kinyilatkoztatásaként.” 
„Ha erről én is meg volnék győződve - felelte erre Gandhi rendkívül barátságos mosollyal -, akkor nekem is meg kellene keresztelkednem.”
Indiában igen gyakran találni gyakorlati példát arra, hogy hinduk keresztény vagy muszlim szenteket tisztelnek, anélkül, hogy a kereszténységre vagy az iszlámra való áttérésre gondolnának. Az ebben megnyilvánuló hitbeli készség, amely felülemelkedik a felekezetiségen, a legtöbb európai számára természetesen érthetetlen, és a keresztény missziók szigorúan elutasítják, mert ezzel Krisztus elveszítené egyedüli voltát, és a hinduk „mitológiai alakjai”-val azonos szintre kerülne. 
A hindu spirituális vezetők és szentek (pl. Rámakrisna) hirdették, hogy a különböző világvallások istenei különböző aspektusai ugyanannak a Valóságnak, mely szavakkal kifejezhetetlen. Nézetük szerint minden nagy vallás ugyanahhoz a célhoz vezeti követőit, csak más utakon. A keresztények éppen a hinduizmusnak ezekben a szinkretikus tendenciáiban látják egyházaik terjeszkedésének fő akadályát.
Indiában a mindennapos élet elválaszthatatlan a vallástól. A keresztények Krisztust hirdetik, erre sok indus komolyan elkezdett azzal foglalkozni azzal, lehet-e Krisztust élni. Gandhi hivatalosan nem volt keresztény, de élete maga volt a kereszt. Krisztus erőszakmentes fegyvereivel küzdött, az igazság láthatatlan fegyvereivel. Az evangéliumokat rendszeresen olvasta és Krisztus volt az egyik legnagyobb tanítómestere. E. Stanley Jones misszionárius amikor megkérdezte őt, hogyan lehetne a kereszténységet Indiában otthonossá tenni, Gandhi így válaszolt: 
Először is azt tanácsolnám, hogy a keresztények kezdjenek mindnyájan úgy élni, ahogyan Jézus Krisztus élt.
Másodszor, változtassák tettekké vallásukat, anélkül, hogy erőszakot tennének rajta.
Harmadszor azt ajánlanám, hogy a hangsúlyt tegyék a felebaráti szeretetre, ami a kereszténységnek is középpontja és lelke.
Negyedszer azt tanácsolnám, hogy több átérzéssel tanulmányozzák a nem keresztény vallásokat és kultúrákat, hogy megtalálják azt a jót, ami bennük van, hogy így több együttérzéssel közeledhessenek az emberekhez. 
A hindu rendszerek központi tétele a karmáról és a lélekvándorlásról szóló tanítás. A keresztények és muszlimok, valamint a kínai filozófusok azt hozzák fel ez ellen, hogy a jó és rossz cselekedetek automatikus megítélése nem létezik, ez csak isteni ítélettel történhet meg.
Jogtalan, igazságtalan, ha egy lény olyasmiért bűnhődik, amit olyan állapotában követett el, amelyről nem is tud. Az újramegtestesülési elmélet pedagógiai értéke illuzórikussá válik azáltal, hogy az embernek nincsenek emlékei korábbi létezéséről, tehát annak tapasztalataiból egyáltalán nem okulhat.
A buddhizmus, habár szintén hirdeti az újjászületést, támadja az egyik testből a másikba vándorló lélek örökkévalóságába, halhatatlanságába vetett hitet. Szerinte nincsenek maradandó, változhatatlan szellem-monádok (átman), hanem csak a létezés tényezőinek a halálon túl is folyamatosan folytatódó kombinációi. A szellem-monádok szerinte csak fikciók, amelyeknek nem szabad semminemű reális létezést tulajdonítani. Nem ismeri el az örök ős szubsztancia létét sem, amelyből minden szellemi és anyagi keletkezett.
A legtöbb hinduista rendszer panenteizmusát sok keresztény és muszlim Isten lealacsonyításának tekinti, mivel Isten oly magasan áll az
általa teremtett világ felett, hogy az utóbbit nem szabad az ő szubsztanciája átalakulásának vagy belőle származó emanációnak felfogni.
A buddhisták általában tagadják a valamennyi jelenség alapjául szolgáló, bennük működő és felettük uralkodó mindenható Isten létezését.
Létezése, milyensége, akarata és cselekvése tekintetében önálló abszolút lény egyáltalán nem létezhet, mivel a világon nem található változatlan szubsztancia, hanem csak változó dharmák folyamata. Ha létezne Isten, aki a világot akarata szerint teremtette, akkor felelőssé lehetne tenni azért, hogy gyilkosok, csalók stb. élnek.
A muszlimok a hindukat általában hitetlen bálványimádókként szokták emlegetni. Képkultuszuk, tehéntiszteletük, rituális és szociális tisztaságelképzeléseik és szokásaik egyaránt idegenek és ellenszenvesek számukra. Eredetileg pogányoknak tartották őket, akik ellentétben a zsidókkal, keresztényekkel és szábeusokkal, nem részesülnek az „Írás birtokosainak” előjogaiban. Ez azonban az idők folyamán részben módosult.
A szúfí Mirzá Dzsandzsanan Mazhar (1701-1781) monoteistáknak tekintette a hindukat, akiknek Isten a teremtéskor angyalával, Brahmával elküldte a szent könyvet (a Védákat), Ráma és Krisna a hinduk őrzői és prófétái, angyalokat (dévákat) és szenteket ábrázoló képeik csak az elmélyedés tárgyaiul szolgálnak, nem azonosak azokkal a bálványokkal és bálványimádattal, amely ellen Mohamed Arábiában küzdött stb.
A hinduk szemlélete, valamint kozmogóniájuk, világtörténetük és mitológiájuk buja fantasztikuma gyakran volt tárgya a más vallásúak kritikájának. Lord Macaulay híres emlékiratában (1835) gúny céltáblájává tette a hinduk földrajzi és történelmi elképzeléseit, szembeállítva őket a modern nyugati tudomány eredményeivel, természetesen anélkül, hogy figyelembe vette volna, hogy a középkorban az európai földrajz és történetírás szintén meglepően furcsa virágokat termett.
A keresztények és muszlimok, sőt a hindu reformerek és a buddhisták is utálattal fordulnak el a hindu szexuális mítoszoktól és rítusoktól. Ez érthető és egyes esetekben jogos, az absztrakt átszellemített tanítások hívői azonban a maguk szempontjából nézve erkölcstelennek és obszcénnak látnak olyasmit is, ami a hindu ember számára csupán az isteni erő jelképe (pl. Siva-linga), és ami semmiféle obszcén asszociációt nem ébreszt benne.

## Buddhizmus
A buddhizmus a lelki fejlődés útja, nem pedig tanok összessége. Buddha megmutatta a tisztesség ösvényét, a megvilágosodáshoz és megszabaduláshoz vezető utat; és tanításai kezdetben azoknak a körében terjedt, akik a hinduizmus által szentesített kasztrendszer ellen tiltakoztak. 
Ezt a vallást a tolerancia és a nyugalom jellemzi. Soha egyetlen vércsepp sem hullott a buddhizmus nevében. A vallásüldözés itt ismeretlen fogalom. Tanításai mindig kizárólag békés úton terjedtek.
Buddha vallását a 6. századi nálandai tudós, Jasomitra a legjobb üdvtanként magasztalja, amikor így beszél: „Ameddig az én-rögeszme a gondolkodásban gyökerezik, nem szűnik meg az újjászületés körforgása. Az én-rögeszme nem távozik a szívből, amíg létezik az az elképzelés, hogy van egy saját én (vagyis egy örök, abszolút, önálló lényeg); mivel a világon egyetlen más mester sem hirdette, hogy saját én nem létezik, ezért nincs más út a megváltáshoz, csakis az ő tanítása.” Buddha különleges érdemét tehát abban látja, hogy a lélek-szubsztancia elképzelésének kiküszöbölésével megteremtette a lehetőséget minden egoizmus elméleti és gyakorlati kiirtásához.
Más buddhisták azért tekintik tanaikat a legtökéletesebbnek, mivel lemondanak számos hitbeli hipotézisről, amelyeknek más vallásokban nagy
jelentőségük van, noha nem bizonyíthatók, és csak az emberek metafizikus gondolkodásából származnak.
Henry Alabaster  a Thaiföldre érkező brit diplomata a következőképpen fejti ki nézeteit:
„Buddha vallása nem foglalkozott a kezdet kezdetével, amelyet nem tudott megismerni, elkerülte Isten tevékenységét, amelyet nem volt képes felfogni, és nyitva hagyta a vég nélküli viták számára azt a problémát, amelyet nem tudott megoldani: a tökéletes ember végső jutalmát. Olyannak fogadja el az életet, amilyen; mindent jónak ítél, ami kizárólagos céljához: minden érző lény nyomorúságának csökkentéséhez elvezet; magatartási szabályokat állít fel, amelyek sohasem múlhatók felül, és észszerű reményeket támaszt a tökéletes boldogság eljöveteléről. Bizonyságai azon a feltevésen alapulnak, hogy az emberi értelem a legbiztosabb vezető, és hogy a természet törvénye a tökéletes igazságosságot hordja magában... „Hogyan érthetnénk egyet azoknak a tanaival, akik csak egy feltámadásban hisznek, akik úgy vélik, hogy az embert befogadják az égbe, miközben természete tele van tisztátalansággal? Megtisztul az ilyen ember Allah Úrnak vagy a nagy Brahmának érdemei révén? Nem tudjuk, hol vannak ők. Sosem láttuk őket. Azt azonban tudjuk, és be is tudjuk bizonyítani, hogy az ember képes saját természetét megtisztítani, és ismerjük azokat a szabályokat, amelyek szerint ez a megtisztulás végbemegy. Nem jobb-e abban hinni, amit láthatunk és tudhatunk, mint valami olyanban, amely felfogóképességünk számára nem reális?”
A hinduk elvetik a buddhizmusban azt, hogy a Védákat és a bráhmanák előjogait nem ismeri el, és hogy Isten kinyilatkoztatása helyett egy mindentudónak tartott ember kijelentéseire hivatkozik. Támadásaik céltáblája a buddhizmus ateizmusa, és az, hogy tagadja a lelket, továbbá a buddhizmus oksági elmélete, végül pedig a mahájána által kifejlesztett relativizmusa.
A konfuciánusok mint a konzervatív állásponttól idegen tanítást támadják a buddhizmust, mivel egyedül az atyák szellemi örökségének kegyeletes ápolása a helyes. Úgy látják, hogy szerzetesrendjeik veszélyt jelentenek a családi elvre nézve, amely az állam és a társadalom alapját alkotja. Konfucianista tudósok, mint pl. Fu Ji (624), Jao Csung (714) és Han Jü (†824) memorandumot nyújtottak be a császárhoz, amelyben Buddhát „nyugati barbár”-nak, tanítását a klasszikusok nézeteivel összeegyeztethetetlennek nyilvánították, és óvtak tőle, mivel aláássa a császári tekintélyt. Az ortodox szerzők még azt is szemére vetették a buddhistáknak, hogy értéktelenné teszik az erényeket azzal, hogy jutalmat és büntetést helyeznek kilátásba. A valódi erény igaz indítéka a kötelességtudás, nem pedig a félelem vagy a remény. A nirvána sem a megfelelő legfőbb cél, hiszen ez a semmittevés idealizálása.
A keresztények elsősorban azért ítélik el a buddhizmust, mert tagadja a világok teremtő, uralkodó, irányító és megkegyelmező urának létezését,
lehetségesnek tartja az ember önmegváltását, és minden törekvés végső célját a nirvánába jutásban látja, nem pedig az örök élet elnyerésében.
Különösen hiányolják belőle, hogy a hívő nem fordulhat imával egy szerető és segítő Istenhez. Egyes kritikusok ezért „a buddhista világnézet „hideg, észszerű józanságának fagyos leheleté”-ről (Max Schreiber), „erőtlenségé”-ről (C. F. Köppen) és „metafizikai szegénységé”-ről (A. Anwander) beszélnek.
Sok kereszténynek, elsősorban azonban a modern nyugati emberek többségének szemében a világ buddhista megtagadása tévútnak tűnik.
Az az engedékenység, amelyet a buddhizmus azoknak a vallásával szemben tanúsít, akiket meg akar téríteni, a keresztények számára szintén érthetetlen. Joggal hangsúlyozza A. Anwander: „A kereszténységet a német nép életében meghonosító Szt. Bonifác és a Koreában és Japánban körülbelül vele egy időben működő buddhista misszionáriusok között mérhetetlen a különbség.” Valóban aligha volna lehetséges missziós tevékenységek között nagyobb különbséget elképzelni. Az angolszász Bonifác (†754) demonstrálandó a kereszténység hatalmát a pogány rítusok felett, 724-ben kivágatta Donar (germán istenség) hatalmas, szent tölgyét, a japán Kóbó Daisi, aki 806-ban megalapította a singon-iskolát, nem irtotta ki a bennszülött sintó vallást, hanem átértelmezte, és buddhista szellemmel itatta át.
A keresztények még azt is felhozzák Buddha ellen, hogy az újra-megtestesülésről szóló tanításával elmossa az állat és az ember közötti lényegbevágó különbséget. Egy katolikus teológus még azt is mondja:
„A lények egyetemes szeretete (maitrí), amelynek révén a buddhizmus (egyes bírálók véleménye szerint) a kereszténységgel azonos, sőt még nagyobb erkölcsi jelentőségre tett szert, elveszti minden értékét, mivel az állatokra is kiterjed, és éppen ezért joggal a keresztény karitász eltorzításának és az ember lealacsonyításának látszik. Az állatokkal azonos rendű lénynek tekintve, szükségképpen el kell veszítenie magasabb rendeltetésének, személyiségének és erkölcsi természetének tudatát, és ezekkel együtt kell elpusztulnia a természet életének áramlásában, a természet életével együtt.
Kritikusai nem alaptalanul vádolják a mahájána iskola követőit a hinduizmushoz való visszatéréssel és azzal, hogy nagymértékben eltérnek Buddha eredeti tanításától. Ahelyett, hogy a saját lámpásotok lennétek – mondják – és a saját megszabadulásotokon gondolkodnátok, nyugodtan más valakire támaszkodhattok, hogy ő végezze el ezt helyettetek. Ahelyett, hogy alaposan megvizsgálnátok mindent, amit hallotok, hasznosabbnak vélitek, hogy valamilyen szent formulát ismételgessetek. Ahelyett, hogy Gautamát, a Buddhát bölcs emberi tanítóként tisztelnétek, gyakorlatilag istenként imádhatjátok, emberfölötti alakként, aki végtelen ragyogással és hatalommal rendelkezik egy olyan panteonban, amely még fantasztikusabb is, mint a hinduké. Ahelyett, hogy a vallások legegyszerűbb és legdísztelenebb formáját gyakorolnátok, amelyet nem színesít szertartás, szentély vagy templom, ti minden földi segítséget igénybe vehettek, amelyet a művészet kimódolni képes a vallásos légkör és érzület felébresztésére, ráadásul kiegészítitek ezt egy sor mennyel és pokollal, valamint egy kiterjedés tekintetében páratlan kozmosszal, mely a képzelőerő netovábbja. 

## Kínai univerzizmus
A kínaiak a konfucianizmust olyan erkölcstannak tartják, amely minden hitvallást felülmúl, mert „a becsület és kötelesség magasztos alapelvé”-t
anélkül határozza meg, hogy transzcendens hatalmakra hivatkozna. Ku-hung-ming  (†1928) kínai tudós és politikus erről a következőket mondja:
„A vallás értéke abban rejlik, hogy az embereket, sőt a nagy tömeget, amely sem jó ítélő képességgel, sem jellembeli szilárdsággal nem
rendelkezik, erkölcsös életvitelre teszi képessé, és rákényszeríti erre. Milyen eszközökkel teszi ezt? Az emberek tévesen úgy gondolják, hogy ez az
eszköz az Istenben való hit. De az egyetlen, egyedülvaló tekintély, amely az embert valóban az erkölcsi törvények követésére készteti, az erkölcsi
érzék, a becsületes ember számára az önmagában levő törvény. Konfuciusz azt mondja: »Az emberen kívüli erkölcsi törvény nem erkölcsi törvény«.”
„Goethe mondta: »Két békés kényszer van a világon, a jog és az erkölcs.« Nos, a jog és az erkölcs a lényege a jó polgár vallásának, amit
Konfuciusz adott nekünk, kínaiaknak; ez a tapintat, ez az illem a kínai civilizáció lényege. Az európai vallás azt mondja: »Légy jó ember.« A kínai vallás ezzel szemben azt mondja: »Légy jó ízlésű jó ember.« Ennek a jó ízlésű igazságosságnak vallása az, amit én a jó polgár vallásának hívok, az az új vallás, amelyre Európa népeinek szükségük volna, nemcsak azért, hogy a háború véget érjen, hanem hogy Európa civilizációja
megmeneküljön.”
A szó európai értelmében vett vallás feladatának tekinti, hogy az embereket szentté, buddhává, angyallá változtassa, míg a konfucianizmus arra korlátozódik, hogy jó polgárokká tegye őket.” „A kétféle vallás közötti valódi különbség az, hogy az egyik személyes, egyházi vallás, a másik társadalmi, államvallás.”
Éppen ez az állami és társadalmi eszmékkel való szoros összefonódás az, amit más vallások a kínai univerzizmus fogyatékosságának
tekintenek, mivel véleményük szerint a vallásnak felül kell emelkednie az időben szükségképpen korlátozott földi társadalmi renden. Arról az
elképzelésről pl., hogy a kínai császár a menny meghatalmazottja, időközben maga a történelem bizonyította be, hogy korhoz kötött. Éppily
kevéssé tűnik példamutatónak más vallások hívei számára az a kultusz, amelyet a kínaiak múltjukkal űznek; az erkölcsi haladás számára nem
lehetnek irányadók az ókor normái, hanem csak a jobb jövőért folyó küzdelem. A külsőséges illemszabályok túlzottan nagyra értékelése szintén
gyakran volt kritika tárgya. Így Kant azt mondta a kínaiakról: „Vallási katekizmus helyett bók-katekizmusuk van.” Sokszor vetették a kínaiak szemére, hogy a morális cselekvés háttérbe szorult a helyes szertartású magatartás mögött.
A buddhisták a konfucianizmus fő hibáját abban látják, hogy csak az evilági boldogsággal és az utódok jólétével törődik, a halál utáni élettel azonban nem.
Sok vallási vagy filozófiai rendszer híve Konfuciusz tanításának hibájául rója fel, hogy tökéletlen, mivel hiányzik belőle valami transzcendensen
alapulás. Schopenhauer pl. szintén megrója, mint „otromba, közhelyszerű és túlnyomórészt politikai morálfilozófiát, amely önmagában, anélkül,
hogy metafizikára támaszkodna, egész specifikusan unalmas és fárasztó valamivé lesz”.
Konfuciusz morális tanait Nyugaton nagyon különféleképpen ítélték meg, Leibniz „a kínai filozófia királyá”-nak nevezte, és Novissima Sinica
(1697) c. művében az alábbiakat írta róla:
„Mennyit tanulhat az elméleti tudományokban oly fejlett Európa Kína mindennapi életének éppen ezekből a gyakorlati dolgaiból? Nekem úgy
tetszik, a mi viszonyaink olyanok, az erkölcsi romlottság oly mértéktelenül megnőtt, hogy feltétlenül szükség volna arra, hogy kínai
misszionáriusokat küldjenek hozzánk, akik megtanítanak bennünket a természetes teológia értelmére és gyakorlására, amint mi is
misszionáriusokat küldünk hozzájuk, hogy megtanítsák őket a kinyilatkoztatott teológiára. Ezért úgy vélem, ha egy bölcs embert neveznének ki
bírónak, nem azért, hogy a szépséges istennők alakjáról ítéljen, hanem a népek kiválóságáról, ő az aranyalmát a kínaiaknak nyújtaná át, ha nem
múltuk volna felül őket egy kétségtelenül emberfeletti értékkel, tudniillik a keresztény vallás isteni ajándékával.”
Másrészt Otto Franke a következőket mondja Konfuciuszról: „Az, amit cselekedeteiből, nézeteiből, politikai előrelátásából következtethetünk,
keveset mond emberi nagyságáról. Nem látta, hogy a történelem sohasem nyugvó mozgás, örök »meghalás és születés«, a népek életét a tao
természetében rejlő változtathatatlan egyformaságtól függő, jól kiegyensúlyozott, tartós állapotnak tartotta, a természet nagy fejlődési folyamatai
azonban rejtve maradtak előtte, akárcsak egész kora előtt. Az a gondolat azonban, hogy egy nép eszményét nagyszerű múltjában lássa, már
önmagában is veszélyes, mivel végzetes módon félreismeri az ember természetes és egészséges vágyát, hogy előre tekintsen, és a további
fejlődéstől remélje a jobbat. A módszer még rosszabb lesz, ha közben erőszakot követnek el a történelmi hűségen, és egy aranykort találnak ki,
amelynek belső lehetetlensége azonnal szembetűnik. A múltról való stilizált visszabámészkodás gyakran elhomályosította a kínai nép tisztánlátását
a jelen igényeit illetően, és csak egészséges szellemi alkatának elpusztíthatatlan volta sietett mindig újra segítségére abban, hogy leküzdje azokat
az akadályokat, amelyeket az elmélet és a gyakorlat közötti ellentmondás okozott.”
Keresztény misszionáriusok szemére vetették Konfuciusznak, valamint más kínaiaknak „racionalista illuzionizmus”-ukat az ember megítélésével
kapcsolatban. A kínai gondolkodók ui. azt tanítják: „Mivel az emberek képességeik szerint jók, képesek saját erejükből ismét jókká lenni.” A
kínaiakból keresztény álláspontról nézve hiányzik a szenvedély és bűn igazi lényegének felismerése.
„A gonoszságnak az emberi lény legmélyében gyökerező hatalma csak akkor irtható ki igazán, ha az ember erőt kap, amely őt teljes egészében,
kívül-belül még erősebben eltölti a jóra irányuló akarattal, mint amilyen erős benne a rosszra való szándék. Tehát a gonosz hatalmából a jó
hatalmasabb ereje révén történő megváltás lehetőségéről van szó. A keresztény tan szerint a Krisztus erejéből történő üdvözülés révén az Istentől
eltávolodott embernek Istennel való kibékítése és bűneinek megbocsátása után - ez olyan fogalom, amely a kínaiaknál, akik a rossznak csak
rossz következményeit (a büntetést) ismerik, hiányzik - az ember Istennel a legbensőségesebb szeretet kapcsolatába került, úgyhogy az Isten
szelleme a mi lelkünk, az ő akarata a mi akaratunk, az ő ereje a mi erőnk, az ő szeretete a mi szeretetünk lesz. Ehhez az ember teljes
átalakulására van szükség, és ezt lehetségesnek is tartják. Ily módon a gonosznál nagyobb hatalom, éspedig a szeretet Istenének mindenható
ereje lesz, belülről kiindulva, az emberek valamennyi cselekedetének ösztönző erejévé.”
A taoisták metafizikai mélység tekintetében messze a konfuciánusok felett állónak tartották magukat. Hitték, hogy ők az igazi kínai bölcsesség
örökösei, amely bölcsességből Konfuciusz csak egy részt tett magáévá. A konfuciánusok viszont Lao-ce követőit a világról való, az állam és a
társadalom szempontjából káros lemondásuk, zabolátlan ábrándozásaik és babonáik miatt támadták. Elsősorban azt vetették a taoizmus
szemére, hogy sok mindent átvett a buddhizmustól. A konfuciánus Csu Hi nézete szerint a buddhisták átvették azt, ami Lao-ce eredeti tanításában
jó volt, később azután a taoisták Sákjamuni tanából minden rosszat bekebeleztek rendszerükbe. Csu Hi ezért a következőket mondja: „Ez olyan,
mintha a taoistáknak lett volna egy kincseskamrájuk, amelyet a buddhisták elloptak tőlük, a taoisták pedig a buddhistáktól csak az omladékot
szerezték volna vissza.”
A nyugati vallások hívei a kozmikus analógiák egész tanát, amely mind a konfuciánus, mind pedig a taoista univerzizmus közös alapját alkotja, a
fantázia játékszerének tekintik.
A kínaiaknak a hatalmas birodalom különböző vallásai iránt tanúsított türelmét keresztény részről már a 14. században elítélték, 1392
januárjában ugyanis a kínai Zaitun (Csencsiang) püspöke, Perugiai András  a következőket írta Perugiába, ferences anyakolostorának: „Nekik (a
kínaiaknak) az a véleményük, vagy helyesebben azt a téves nézetet vallják, hogy mindenki a saját vallása szerint üdvözülhet.”

## Kereszténység
A kereszténység az abszolút vallás igényével lép fel. Hívői szemében az egyetlen „természetfeletti vallásnak” számít, amely az összes többi természeti és kultúrvallástól abban különbözik, hogy nem ember alkotása, hanem Istennek a történeti valóságba történő közvetlen
beavatkozásán alapul. A hívők szerint ezért nem állt meg a természet és az ember istenítésénél, hanem az erkölcs soha felül nem múlt és soha felül nem múlható magasságába juttatta az emberiséget: Krisztusban Isten lelke oly tökéletesen jelent meg, ahogyan a Földön térben és időben egyáltalán megjelenhetett. A dogmatikus kereszténység abszolút voltát elsősorban azzal indokolja, hogy Krisztusban Isten lett emberré, és az isteni kegyelemnek ez az egyszeri történelmi eseménye az emberiség fejlődésének nem csupán egyik állomása, hanem fordulópontja.
A kereszténységre jellemző sajátosság az a központi hely, amelyet alapítójának juttat. A többi világvallásban az alapító által meghirdetett tanítás áll a középpontban, a kereszténységben az alapító személye. A Tripitaka és a Korán leginkább Buddha és Mohamed vallási útmutatásait reprodukálja, az Újtestamentum 22 könyve közül azonban nem kevesebb mint 18 nem Krisztus szavait adja vissza, hanem a követőinek róla szóló elmélkedéseit tartalmazza; a négy evangélium tartalma túlnyomó részében nem Jézus prédikációit tárgyalja, hanem életéről és tetteiről számol be. A világ nagy vallásai közül tehát a kereszténység gyökerezik a legmélyebben meghatározott történelmi elképzelésekben. Középpontjában Krisztus világmegváltó kereszthalálának történelmi ténye, valamint feltámadása és mennybemenetele áll. Innen kísérik nyomon szent kinyilatkoztatásai a világtörténelmet visszafelé Ábrahámig, Ádámig és a világ teremtéséig, valamint előre, az utolsó ítéletig és a világ beteljesedéséig (Jel. 21-22).
Az örök világtörvény vallásai elvetik a keresztény történelemszemléletet. Hiszen hogyan is lehetne az idő kezdet és vég nélküli folyamatában egy adott momentumot az egész jövőre nézve irányadónak tekinteni, miért kizárólag a palesztinai események és az ott sugalmazott szent iratok volnának páratlan jelentőségűek az emberiség üdvössége szempontjából, és miért kellene a többi nagy vallási alak megjelenésének és a többi hitforma szent könyveinek csak múló értéket tulajdonítani? Nem volna okosabb azt feltételezni, hogy Isten az összes nagy mesterben, valamennyi régióban és minden korban újból megnyilatkozott? 
Már az ókorban, még a Földközi-tenger medencéjében is időnként feltűnt egy-egy isteni ember, akiket életük miatt „istenfiaknak” hívtak. Számos olyan alakról szóló történet ismeretes, akik Jézushoz hasonlóan, állítólag természetfeletti módon születtek, csodákat vittek véghez, például betegeket gyógyítottak, démonokat űztek és halottakat is feltámasztottak, végül pedig felvitettek a mennybe. Későbbi korokból, a legújabb korból is ismertek ilyen személyek, például Paramahansza Jógánanda Egy jógi önéletrajza  vagy Szvámi Ráma Élet a Himalája Mestereivel  című művében olvashatunk ilyen személyekről.
A hinduk elismerik Jézust az Isten megtestesülésének, és a Bibliát a kinyilatkoztatási iratok egyikének; korlátolt és kicsinyes dolognak tartják viszont a keresztények részéről, hogy azok a bráhmana szenteket és a hindu vallási iratokat nem hajlandók isteni eredetűnek elismerni.
A világfolyamat keresztény elképzelésének térbeli szűköltsége és rövid lejáratú volta miatt azonban a hinduk csupán azoknak az eseményeknek kis részletét látják benne, amelyek a számtalanul sok világban, a Föld sok országában és az évmilliók során lejátszódtak, és azt kérdezik a keresztényektől, nézetük szerint mit csinált Isten a világ teremtése előtt, és milyen sokáig fog fennállni az az új, megdicsőült föld, amelyik állítólag minden létezés végleges végpontja.
Schelling az egyetemi tanulmányok módszereiről tartott felolvasásában a következőket írta (197 skk.): 
„Nem lehet nem gondolni arra, hogy (a kereszténység számára) a tökéletességnek milyen gátjai voltak azok az úgynevezett bibliai könyvek, amelyek a valódi vallási tartalom tekintetében távolról sem állták ki az összehasonlítást a korábbi és a későbbi korok tömérdek egyéb iratával, különösen az indiaiakkal.”
Ugyanez érvényes a kereszténység elterjedésére is, hiszen az általa sugalmazottnak tartott szent iratok közül a legtöbb kevés vonzót tudott nyújtani az upanisadokon és a Gítán, Buddha tanbeszédein, Konfuciusz és Csuang Csou beszélgetésein nevelkedett ázsiaiaknak.
Az Ótestamentum a maga antropomorf elképzeléseivel a féltékeny és haragos Istenről, a csalás, rablás és gyilkosság, faji előítélet, vallási türelmetlenség helyeslésével, Izráel népének kiválasztottságáról és eljövendő messianisztikus dicsőségéről szóló tanításával számukra idegen világ, de az Újtestamentum szentleckéi, néhány üdítő oázistól eltekintve, szintén terméketlen sivatagnak tűnnek nekik.
Szarvépalli Rádákrisnan írta:
„Sajnos a keresztény vallás örökölte a „féltékeny Isten” sémi hitvallását, mely szerint Krisztus „Isten egyszülött fia” volt, így egyetlen vetélytársa sem tudta megtörni a trón közelében. Európa széles körű humanizmusa ellenére elfogadta a keresztény vallást, egyben elfogadta a heves vallási intoleranciát, mint a keresztény szenteknek átadott igazságban való hit eredményét.” 
A hinduk egyedül az evangéliumokat tartják egyenrangúnak saját szent könyveikkel. A Hegyi Beszédről mondta Gandhi: 
„Egészen bizonyos, hogy nincs semmi különbség a Bhagavad gítában kifejezésre jutó hinduizmus és Krisztus kinyilatkoztatása között. Mindkét hitvallásnak ugyanabból a forrásból kell származnia.”
Az ördögről szóló sok történet és a hitetlenekre szórt átkozódások sok ázsiai szemében természetesen csorbítják ezt a hatást.
Az ortodox hinduk álláspontjáról nézve a keresztény vallás elmarad a sajátjuk mögött, mivel megengedi hívőinek a marhahús evését, részegítő italok ivását és a különböző származású személyek közötti házasságkötést. Isten és a világ éles különválasztása szerintük nem felel meg a tényleges helyzetnek, mert ugyan miképpen tudna az ember felemelkedni az istenihez, ha nem rejlene benne isteni csíra? 
A semmiből való
teremtésről szóló tant a Csándogja-upanisadra való tekintettel (6, 2, 1) utasítják el, mivel ott ez áll: „Miképpen keletkezhetne nem létezőből létező?”  Logikátlannak tartják, hogy a kereszténységben a léleknek van kezdete, de (egyes keresztény tanításokban) nincsen vége, és hogy a rövid időtartamú földi jó vagy rossz cselekedetek örökké tartó jutalmat vagy büntetést kapnak
Hindu szemszögből a menny (szvarga) és a pokol (naraka) átmeneti helyek, ahol a halál után minden lélek jut. A karma és az újramegtestesülés révén - a védánta alapján - még a leggonoszabb bűnösnek is van reménye az üdvösségre.
A karma és a reinkarnáció elutasításával – a hinduk véleménye szerint – a keresztények lemondtak annak minden lehetőségéről is, hogy megmagyarázzák a különböző élőlények jellemének és sorsának különbözőségét. Ha egy lény élethelyzete és szerencséje vagy szerencsétlensége nem korábbi létezésének karmájától függ, akkor csak egyetlen kivezető út marad: vagy a véletlent, vagy Istent tenni felelőssé a képességek és sorsok igazságtalan elosztásáért.
Megbotránkozást kelt a hinduk körében, hogy a keresztény filozófusok megtagadják a lelket az állatoktól és növényektől. Azok a bibliai helyek,
amelyeken állatok és növények rossz bánásmódban részesülnek, felháborodást váltanak ki belőlük, így pl. a gonosz szellemeknek az ártatlan
disznókba küldése és a fügefa megátkozása. Elsősorban azonban emberi felfuvalkodottságot látnak abban, ha valaki azt hiszi, hogy az állatok létezésének egyedüli célja az, hogy az emberek elfogják, és levágják őket, Isten Noénak és fiainak tett ígéretének megfelelően: „És féljen, és rettegjen tőletek a földnek minden állata és az égnek minden madara: minden, ami nyüzsög a földön, és a tengernek minden hala kezetekbe adatott.”

A kereszténységgel szemben az indiai vallások ahimsza (erőszakmentesség) elve minden érző lényre vonatkozik, beleértve az állatokat is.
Mivel a keresztények vallási elképzeléseiknek objektív és cáfolhatatlan érvényt tulajdonítottak, és ellentétben az indiaiakkal és kelet-ázsiaiakkal, nem a megismerhetetlen, a magasabb rendű ideiglenes, viszonylagos érvényű kifejezésének fogták fel őket, ezért az elfogadott formáktól való minden eltérést a legfőbb igazság elleni vétségnek tekintettek; ebből következett számukra az a jog, sőt kötelesség, hogy a „pogányok” és „eretnekek” eltévelyedései ellen minden eszközzel harcoljanak. Így azután nincs a Földön egyetlen más vallás, amely annyi dogmatikus küzdelmet és vallásháborút élt volna át, mint a kereszténység.
A buddhisták kritikája főleg a keresztény Isten-eszme ellen irányul. Mivel Buddha tanítása szerint nem lehet örök személyiség, tehát Isten csak karmikusan keletkezett lény lehet, akinek élete évmilliókig tart, de a szanszárába beletartozik. Mindenekelőtt lehetetlennek látszik a világ teremtőjére és a világ irányítójára váró funkciók összekapcsolása a legmagasabb rendű erkölcsi tökéletességgel rendelkező mindentudó és mindent megbocsájtó kegyosztó feladataival. Hiszen ha Isten
mindentudó, jóságos és mindenható, akkor nem teremtett volna ilyen siralmas világot, és nem tűrné, hogy a fájdalom tovább létezzen benne. A legfőbb lényhez méltatlan az az elképzelés is, hogy Isten a gonosztevőt gyűlöli, és hogy saját dicsőítésével törődik. Sok buddhista csak azt tudja erkölcsi tökéletességgel rendelkező lénynek elképzelni, aki mentes a szenvedélyektől, és a leggonoszabb bűnösnek is igyekszik segíteni.
A világ végleges megdicsőüléséről szóló keresztény tanítás természetesen ellentétes azzal a buddhista tanítással is, amely szerint minden
mulandó, és a test feltámadásának gondolata erről az álláspontról nézve a lét utáni sóvárgás kifejezésének látszik, amelyet pedig mint minden létezés legfőbb gyökerét, le kell küzdeni.
A Hegyi Beszéd etikájában csodálják a buddhisták a Buddha beszédeivel megegyező eszméket. Jézusban azonban nem buddhát látnak, hanem a tökéletesedés útján járó bódhiszattvát, mivel még nem szabadult meg minden szenvedélytől.
A vér és sebek teológiája, amely a világ megváltását Krisztus helyettesítő szenvedésével végezteti el, egy buddhista számára érthetetlen. Ebben rejlik a fő nehézségek egyike, amelyek a szingalézeknek a protestantizmusra való áttérését akadályozzák; ez kitűnik Spence Hardy, a ceyloni buddhizmus kutatása terén nagy érdemeket szerzett wesleyianus misszionárius észrevételeiből. Hardy Legends and theories of the Buddhists (A buddhisták legendái és teóriái) című könyvében a következőképpen szól a szingalézekhez:
„Sok nemzedéken át arra tanították őseiteket, hogy iszonyattal tekintsenek a véres áldozatra, mint olyasvalamire, ami önmagában tisztátalan és minden rossznak gyökere; és ameddig ezek a gondolatok élnek, vagy emlékük megmarad, nem lehet őszinte a hit az embereknek a kereszten megszerzett megváltásában, pedig egyedül ez menthet meg bennünket az isten haragjától és az örök kárhozattól. Amíg a virágokat és a gyümölcsöket megfelelő áldozatnak tartjátok vallásos gondolatok és érzések kifejezésére, nem alakulhat ki megfelelő értékelés a bűn hitványságáról vagy az ember számára mindent kiegyenlítő helyettesítés szükségességéről. Ezt csak valamennyi közül a legszomorúbb látványból, a szív vérének kiontásából tanulhatjuk meg; mert az, ami önmagában a legszomorúbb minden látvány közül, a legörömtelibb valamennyi között szimbolikus értelemben, mivel ez az a váltságdíj, amelyet érettünk, emberekért és a mi megmentésünkért nem vér nélkül rótt le Jézus Krisztus, az Atya örökkévaló Fia, amikor kegyelmének végtelen voltából és saját szabad akaratából engesztelő áldozattá lett bűneinkért, és nemcsak a mieinkért, hanem az egész világ bűneiért.”
A buddhizmus és a kereszténység között lényeges különbség van a szenvedés értékelésében. Az ilyen szavak: „a szenvedés rejtett vagyon,
amelyet senki sem vásárolhat meg”, és „a szenvedőket boldogtalannak nevezi a világ, én azonban kiválasztottaknak hívom őket” A buddhisták számára idegenek, számukra a szenvedés olyan rossz, amely minden létezéssel együtt jár, és nem az az „édes májusi harmat”, amellyel Isten az embert „atyailag meghinti”.
Habár a buddhisták is állandóan tudatában vannak minden dolog mulandóságának, a test gyarlóságának és tisztátalanságának stb.,
gondolataikat elsősorban arra irányítják, ami felemeli őket, és az ideálra, amely előttük lebeg. Ezért veszik körül magukat a nyugalmas derűt
sugárzó Buddha képeivel. Ha mindig a keresztet látnák maguk előtt, az elszomorítaná őket. A mahájána buddhizmusban világosan megmutatkozik az ellentét a protestáns felfogással szemben: a keresztény az eredeti bűn miatt természettől eleve kárhozottnak érzi magát, az isteni kegyelemre van szüksége ahhoz, hogy tökéletesen megújhodhasson. A mahájána szerint még a gonoszban is benne rejlik a csírája annak, hogy a jövőben buddhává lehessen, aki a tudás révén fokozatosan megszabadul az őt beburkoló leplektől, amelyeket átragyog minden élő valódi buddha természete.
Azokat a szempontokat, amelyek miatt a kínaiak, különösen a konfuciánusok elvetik a kereszténységet, Julius Richter  német teológus foglalta össze A kereszténység és a nem keresztény vallások című cikkében a következőképpen: 
„(A konfuciánusoknak) nincs érzékük (a keresztény hit) misztikus oldala iránt, a keresztényeknek Krisztussal együtt az istenben rejtőző élete iránt; úgy látják, hogy a kereszténységben túlhangsúlyozzák a túlvilági, irracionális eszméket, a reális viszonyok és feladatok terhére; az olyan dogmák, mint amilyen az eredeti bűn, a feltámadás, a Szentháromság, a szűztől születés, okoskodó teológusok koholmányainak tűnnek számukra, amelyek ellentétben állanak az egészséges emberi értelemmel; Jézust helyi jelentőségű zsidó prófétának tekintik, parasztos beszédmodorúnak, aki nem értett egy magas fejlettségű állam bonyolult problémáihoz; rámutatnak arra a sajnálatos tényre, hogy a kereszténység még egyetlen olyan államot sem hozott létre, amely következetesen keresztény szellemben tevékenykedne... úgy vélik, joggal hivatkozhatnak arra, hogy a konfucianizmus jobban feltárta az alapvető emberi viszonylatokat, mint a kereszténység, és világosabban tanítja a mindennapi kötelességeket; olyan eszmék, mint amilyen a jen (emberszeretetet), a nemes gondolkodású ember és a ta t'ung, a kozmopolita világszemlélet: »a négy tengertől innen minden ember testvér«, értékes konfuciánus vívmányok; a világegyetemmel való összhang eszméjét szintén nem szabad feláldozni.”
Lin Jü-tang The importance of living (magyarul A bölcs mosoly címmel jelent meg) c. ismert könyvében számos okot sorol fel, amelyek őt, egy keresztény lelkipásztor fiát, arra indították, hogy lemondjon a papi hivatásról, amelyre szánták, és visszatérjen a kínai „pogánysághoz”. Elsősorban azt a feltevést találta indokolatlannak, amely szerint minden ember bűnös (eredendő bűn). Azt is képtelenségnek tartja, hogy amikor Ádám és Éva a tiltott gyümölcsből evett (bűneset), Isten annyira megharagudott, hogy őket és valamennyi utódjukat szenvedésre ítélte, később azonban, amidőn épp ezek az utódok egyetlen fiát megölték (Jézus), ennek „annyira örvendezett, hogy valamennyiüknek megbocsátott”. Egy konkrét eset — nevezetesen amikor
misszionáriusok imában arra kérték Istent, hogy egy küszöbön álló temetéskor ne essék az eső — arra indította, hogy elvesse a kereszténységet, mivel abban igazságtalanul előtérbe kerül az egyes személyek érdeke a közösségével szemben.
Csen Tu-hsziu  kínai író a következőket mondja: „A nyugati népi közösség harcra és küzdelemre épült, a keleti békére és nyugalomra... A nyugati emberek mind a harcot és a kemény küzdelmet szeretik, és Európa valamennyi kultúrájának történetében minden egyes szó friss vérrel íródott”
André Gide francia író beszéli el:
„Megkérdeztem egyszer egy kínait, hogy mi nyűgözte le a legjobban utazása során. Erre azt válaszolta, hogy Európában főként a fáradtság, bánat és gond kifejezését látta minden arcon, s hogy mi járatosak vagyunk valamennyi művészetben, kivéve a legegyszerűbbet: hogyan kell boldognak lenni... A szokások és intézmények mindenütt a hithez alkalmazkodnak — mondta — csak a keresztény népeknél nem. Miképpen lehetséges, hogy az a vallás, amelyik azt mondja az embernek: »Ugyan miért nyugtalankodtok?«, amelyik arra tanítja őket, hogy ne legyen semmijük a Földön, hogy kölcsönösen segítsék és szeressék egymást, tartsák oda a jobb arcukat annak, aki megüti a balt— a népeket a legnyugtalanabbakká, a leggazdagabbakká, a legalattomosabbakká, a leginkább felkavartakká teszi, olyan népekké, amelyek folytonosan arra törekszenek, hogy elterjedtebbek és nagyobbak legyenek, végül olyan népekké, amelyeknek becsülete a legkényesebb, és amelyek többnyire nem hajlandók megbocsájtani és békét kötni — azt képtelen megérteni.”
Az iszlám Krisztust olyan prófétának tekinti, aki szintén az igaz Istenben való hitet tanította, akinek tiszta tanait azonban követői eltorzították. A Korán (2, 59) a zsidókról, a keresztényekről és szábeusokról azt mondja, hogy „ha hisznek az Istenben és a végítélet napjában, és azt teszik, ami helyes, akkor jutalmat kapnak Uruktól, és sem félelem, sem szomorúság nem száll reájuk”. Az ötödik szúra azonban megállapítja, hogy sok mindent elfeledtek abból, amit nekik mondottak, és ezért az Isten ellenségeskedést és gyűlöletet támasztott közöttük a feltámadás napjáig. Úgy gondolják tehát, hogy a sok keresztény iskola, szekta és egyház harca annak következménye, hogy szem elől tévesztették az igazságot.
Mohamed ugyanebben a szúrában világosan megmondja, mi választja el a kereszténységtől: „Bizony, hitetlenek azok, akik ezt mondják: az Isten Krisztus, Mária fia. Krisztus maga mondja: Ó, ti, Izráel gyermekei, tiszteljétek Istent, az én Uramat és a tieteket; aki az Isten mellé bármilyen lényt társít, azt Isten kirekeszti a paradicsomból, és annak lakóhelye a pokol tüze lészen, és az istentelennek nem lesz segítője. Azok is hitetlenek, akik azt mondják: az Isten a harmadik a háromságból; mivel csak egyetlen Isten van; ha nem szűnnek meg így beszélni, akkor ezeket a hitetleneket súlyos büntetés sújtja. Nem kellene tehát visszatérniük Istenhez, és bocsánatot kérniük tőle? Hiszen az Isten megbocsátó és könyörületes.
Krisztus, Mária fia, csak egy a küldöttek közül, amint előtte is jártak követek, az ő anyja pedig valóságos asszonyszemély volt, és mindketten
közönséges ételeket ettek.”
A kereszténységről a muszlimok azt állítják, hogy „túlhaladott vallás”, amelynek helyes elemeit az iszlám átvette, tévedéseit viszont kirekesztette magából. Mivel Mohamed a próféták pecsétje, azokat a rendelkezéseket, amelyek a kinyilatkoztatás egy alacsonyabb fokán érvényesek lehettek, megszüntette. Afrikában, ahol az iszlám misszió harcol a kereszténnyel a négerek lelkéért, Mohamed küldöttei mindenekelőtt azt hangsúlyozzák, hogy az általuk megnyert hívők ténylegesen egy világot átfogó közösség teljes jogú tagjai lesznek, ugyanakkor fehér uraik újonnan megtért „testvéreiket Krisztusban” továbbra is alacsonyabb rendű „bennszülöttek”-nek tekintik és kezelik.

## Iszlám
Az iszlám a muszlimok szemében azért a legjobb vallás, mert a legegyszerűbb. „Benne valóra válik a mondás: »Simplicitas sigillum veri«” (Az egyszerűség az igazság pecsétje). Valóban, Mohamed tanítása kitűnik könnyen érthető voltával, hiszen tulajdonképp mindössze egyetlen hitcikkelyből áll. Ezt a Korán 112. szúrája fogalmazza meg, és így hangzik: 
„Isten az egyetlen és örök Isten. Nem nemz, és nem nemzették, és egyetlen lény sem hasonló hozzá.” Őt, a „mindent megbocsátót” imádni és engedni, hogy irányítson, ez az ember egyetlen vallási kötelessége.
Álljon itt az első szúra, amely ezt kimondja:
„Dicsőség Allahnak, a világok Urának ! Az ítélet Királyának, a könyörületes szívű Rahmánnak, Téged imádunk, és hozzád rimánkodunk: Vezess minket a helyes útra, Hogy olyanokká váljunk, akiknek javát akarod, Akiket haragod elkerül, és akik mentesek a tévelygéstől.”
Éppoly egyszerű, mint a tanítás, az iszlám etikája is, mivel érvényes rá az alapelv: „Isten könnyűvé tette számotokra, mert az ember gyenge teremtmény”.
A muszlimok egész elmélete és gyakorlata az öt pilléren nyugszik: a tan igazságának elismerésén (saháda), valamint a négy vallási kötelesség teljesítésén:
istentisztelet, böjt, szegényadó fizetése és zarándoklás Mekkába.
Az a körülmény, hogy az iszlám parancsait könnyű követni, előnyt biztosít számára minden más vallással szemben; ennek köszönhető az a hatalmas vonzerő, amely Afrikában is érvényesül, és az a tény, hogy egyetlen más vallás sem volt képes a származást és népiséget ily nagy mértékben háttérbe szorító közös bélyeget nyomni híveire.
A másik négy vallás követői azt kifogásolják az iszlámban, hogy túlságosan könnyed, és hívőitől túl keveset követel. A hinduk elsősorban azt ítélik el benne, hogy semmibe veszi a számukra szent rituális és társadalmi szokásokat (leölik a teheneket, újraházasítják az özvegyeket), a buddhisták és a kínaiak pedig fanatikus monoteizmusát utasítják el.
A keresztény felfogás kiemelkedő helyet biztosít az iszlámnak a nem keresztény vallások között, amennyiben híveit legtöbbször nem tekinti
„pogány”-nak, hanem elismeri, hogy, akárcsak a zsidók, az „igaz Isten”-t imádják. Ennek ellenére az az éles történelmi ellentét, amelybe a
kereszténység az arab hódítások óta az iszlámmal került, a mai napig kihat a megítélés szigorúságára. Johannes Damascenus (8. század) Mohamedben magát az Antikrisztust látta, Luther a „törökök”-ben az ördög eszközét, egy protestáns teológus pedig még a 20. században is így írt: „Az az egy biztos, hogy az iszlám képében a sátáni hatalom különösen veszedelmes szüleményével van dolgunk.” De még az objektív keresztény bírálat is csak kevés jót tudott mondani az iszlámról. Habár elismerte, hogy Mohamed tanítása előrelépést jelentett az óarab pogánysághoz képest, s hogy monoteizmusa alapjaiban helyes, mégis úgy vélte, hogy Isten tisztelete rendkívül tökéletlen, mert Isten a megtestesült önkénynek mutatkozik benne, és az emberiséggel nem köti össze semmilyen közvetítő. A Próféta engedékeny magatartása az arab
rablási vágy és érzékiség iránt, a szoros kapcsolat a földi és vallási szempontok között, ami a Koránban és az iszlám egész fejlődése során mindig ismét fellépett, a nők semmibevevése és sok más dolog olyan fogyatékosságoknak tűntek a kifinomult erkölcsi érzék számára, amelyektől az iszlám, sajnos, nem volt képes megszabadulni.
Pascal mondta a következőket:
„Mohamed azzal alapított birodalmat, hogy gyilkolt, Krisztus azzal, hogy meggyilkoltatta magát. Mohamed úgy választotta meg módszereit és eszközeit, hogy emberi számítás szerint győzzön, Krisztus pedig úgy, hogy emberi számítás szerint legyőzzék. Mármost ha a muszlim vallás (átmenetileg) győzedelmeskedett, ez csupán azt bizonyítja, hogy a kereszténységnek felsőbb erők segítsége nélkül alul kellett volna maradnia.”
Hasonlóan a kereszténységhez és a judaizmushoz, és ellentétben a keleti vallásokkal, az iszlám gyülekezeti vallás: lényegi része a közös istentisztelet. Közös imádkozást tartanak péntekenként és böjti napokon az év során. A férfiak egymás mellett állnak hosszú sorokban és együtt végzik el imagyakorlataikat egy vezető irányításával, Mekka felé fordulva. A lélektan kitűnő. Ki sem lehetne találni jobb módját annak, hogy őszintébb testvériséget és azonos rangú egyének fegyelmezett közösségét megteremtsük és fenntartsuk. A közös imagyakorlatok valamiképpen a katonai kiképzéshez hasonlítanak, de kiképző őrmester nélkül. S amikor valaki szent háborút (dzsihádot) hirdet a hitetlenek ellen, az elbűvölően fényűző paradicsom ígéretével a harcban elesett összes muszlim számára, nem meglepő, hogy ezek a háborúk sikerrel végződnek.
A muszlimok erkölcsét a keresztények kezdettől fogva alacsony színvonalon állónak tekintették, azért is, mert megengedi a többnejűséget. Azonban úgy tűnik a mai kereszténység sokkal lazábban kezeli az erkölcsi előírásokat. 
Megemlítendő, hogy Luther egyházának egyik mai tagja, Arthur Wagner, az Alternatíva Németországért egyik vezető német politikusa tiltakozásul inkább áttért a szigorúbb szemléletű iszlámra, minthogy elnézze azt, hogy az evangélikus egyház (is) elismeri az azonos neműek házasságát, a lelkészek pedig részt vesznek a melegek felvonulásain.

## Összegzés
A kereszténység elsősorban abban tér el minden más nagy vallástól, hogy alapítóját a többinél sokkal fokozottabb mértékben állítja egész tanításának középpontjába azzal, hogy neki az egész kozmikus folyamatban meghatározó szerepet tulajdonít. Jézus nem metafizikai és etikai tanok szerzője vagy újra felfedezője, mint Buddha és Konfuciusz, nem egy benne megnyilatkozó Isten küldötte, mint Mohamed, nem a világ ura sokféle megtestesüléseinek egyike, akinek segítségével a maga isteni bölcsességét közli az emberiséggel, mint Krisna, hanem a kereszténység zöme szerint maga Isten, aki a világfolyamatban előidézte a nagy fordulatot, megvalósítja a világtörténet hamarosan bekövetkező befejeződését és a világ végérvényes megdicsőülését.
Az iszlámmal, a judaizmussal és néhány kínai és hindu iskolával közös a kereszténység hite a személyes Istenben, mint a világmindenség teremtőjében és irányítójában, és a neki alárendelt lényekben, akik az emberek életébe beavatkozhatnak (angyalok, démonok), továbbá a mennyre és a pokolra (végleges vagy ideiglenes időre) szóló ítéletben. A kereszténység osztozik az ábrahámi vallásokkal a halottak feltámadásáról, a végítéletről és a világ megújulásáról vallott hitében.
A kereszténység hite abban, hogy a világtörténelem gondviselésszerű irányítás alatt áll, s hogy kimenetelét végérvényűen megszabta, az amely miatt a legélesebben eltér a keleti vallásoktól. Eltér azoktól – az iszlámmal együtt – abban is, hogy az egyedül igaz és abszolút vallásnak hirdeti magát.
Az indiaiak legrégibb vallási könyvei azt tanítják, hogy a világ csak egyfajta tévképzet, illúzió (májá). E mögött az illúzió mögött létezik egy mélyebb valóság, s az ember bizonyos gyakorlatok révén kapcsolatba kerülhet vele, például a jóga segítségével. Ellentétben a keresztény tanokkal, ahol az adott dogmákban való hiten van a fő hangsúly, a hinduknál és a buddhistáknál a személyes megtapasztalás a lényeges. E tapasztalatok tetőpontja a megvilágosodás, amit a hinduk szamádhinak neveznek – misztikus élmény.  A lélek nyugalmának megvalósulását és a transzcendens világfelettiben való elmerülést a keleti vallásoknál a meditáció és a mantra szolgálja; míg a kereszténységben és az iszlámban ezt a helyet az imádkozás foglalja el.
A keresztények, zsidók és muszlimok számára nehezebben érthető, hogy a keleti vallásokban a világ alapja gyakran személytelen jellegű. Amit a keresztények Isten-nek, a muszlimok Alláh-nak, a zsidók Jahve-nak neveznek, az az upanisadokban az alak nélküli Brahman. E téren a buddhisták mennek el legtovább: a buddhista túlvilág, a nirvána egyfajta semmi, így a buddhizmus Isten nélküli vallás. 
A keleti vallások a fejlődés olyan fokáig nyúlnak vissza, amelyet az ábrahámi vallások (kereszténység, iszlám) – legalábbis ami hivatalos képviselőiket illeti – mint rég túlhaladott „pogányságot” elutasítanak. A keleti vallások szoros és szerves kapcsolatban állnak a természetvallásokkal; az elemek isteneiben is hisznek.
A nyugati (ábrahámi) vallásokban a hit és a tudás közötti küzdelem tartós maradt. A Kelet vallásai viszont hivatalos megnyilvánulási formáikban is olyan
intellektuális szférákba emelkednek, amelyeket a nyugati vallások érdeklődési körükön kívül állónak tekintenek, vagy amelyek ellen, mint az igaz hittel ellentétben
állókkal küzdenek. A kereszténység és az iszlám válaszfalat emelt az igaz és a hamis közé, míg a Kelet tanai többé-kevésbé valamennyi hit- és kultuszformában a
transzcendens igazság kifejeződését látják. A nyugati rendszerek többsége a fény és sötétség ellentétét hirdeti, Keleten ezzel szemben a metafizikai nézetek
fokozatosságáról szóló elképzelés él, amely nézetek összességükben harmonikus egészet alkotnak.
A buddhizmus, hinduizmus, konfucianizmus és taoizmus iratai, ellentétben a Koránnal és a Bibliával leginkább filozofikus jellegűek.

## Táblázatban
Kettő keleti és a három fő ábrahámi vallás összehasonlítása:
| Téma                                                               | Buddhizmus                                                                                                | Hinduizmus | Zsidó                                | Kereszténység                                                                                           | Iszlám                                                                                    |
| ------------------------------------------------------------------ | --- | --- | ------------------------------------ | --- | ----------------------------------------------------------------------------------------- |
| Fő próféta vagy központi alak                                      | Buddha | nincs | Mózes                                | Jézus                                                                                                   | Mohamed                                                                                   |
| Eredet                                                             | Észak-India                                                                                               | Indus-völgy, India | Közel-Kelet                          | Palesztina                                                                                              | Közel-Kelet                                                                               |
| Kialakulása                                                        | Kr. e. 5. század                                                                                          | Kr. e. III–II. évezred | Kr. e. II. évezred                   | 1. század                                                                                               | 7. század                                                                                 |
| Elsődleges elterjedtség                                            | Kelet-, Dél- és Délkelet-Ázsia                                                                            | India, Nepál | Izrael, világszéles                  | Európa, Amerika, Fekete-Afrika, Ausztrália és Óceánia                                                   | Észak- és Kelet-Afrika, Közel-Kelet, Nyugat-, Közép- és Dél-Ázsia                         |
| Hívek száma                                                        | 400-500 millió                                                                                            | kb. 1 milliárd | kb. 14 millió                        | (névleg) több mint 2 milliárd                                                                           | kb. 1,8 milliárd                                                                          |
| Fő ágai                                                            | théraváda, mahájána, vadzsrajána                                                                          | vaisnavizmus, saivizmus, saktizmus                                                                                           | ortodox, konzervatív, reform         | katolicizmus, protestáns egyházak, keleti egyházak                                                      | szunnita (87-90%), síita, háridzsita                                                      |
| Közösségi hely                                                     | buddhista templom, kolostortemplom, pagoda                                                                | hindu templom | zsinagóga                            | templom, imaház, gyülekezet, királyságterem stb.                                                        | mecset, imaház                                                                            |
| Szent irat                                                         | Tipitaka, Mahájána szútrák                                                                                | Védák, Upanisadok, Puránák, Bhagavad Gítá                                                                                    | Héber Biblia, Talmud                 | Biblia                                                                                                  | Korán                                                                                     |
| Fő tanítások                                                       | karma, dharma, buddhaság                                                                                  | karma, dharma, lélekvándorlás                                                                                                | lásd: Fő hittételek                  | Jézus megváltási műve, Istenszeretet, felebaráti szeretet                                               | egyistenhit, Mohamed kiválasztottsága                                                     |
| Vallási gyakorlatok                                                | púdzsá, meditáció, nyolcrétű ösvény                                                                       | mantrák, jadzsna, púdzsa | ima, a Tóra olvasása és betartása    | ima, közösségi istentisztelet, keresztség, a katolikusoknál még "szentségek"                            | az iszlám öt oszlopa                                                                      |
| Egyéb gyakorlatok lásd még: etika (vallás)                         | lásd: buddhista gyakorlatok                                                                               | jóga, igazmondás, önfegyelem, nagylelkűség, erőszakmentesség, egyszerűség, kedvesség, szerénység stb. (lásd: jama és nijama) | felebaráti szeretet, jó cselekedetek | bűnbánat, önzetlen szolgálat, jótékonyság, misszió, becsületesség, lemondás stb. lásd még: Hegyi beszéd | becsületesség, kedvesség, nagylelkűség, segítőkészség, dzsihád stb.                       |
| Tiltások, mentális akadályok                                       | harag, gőg, érzéki vágy, kapzsiság, hazugság, lopás stb. lásd még: béklyók                                | lásd még: A bűn a hindu vallásban                                                                                            | lopás, hazugság, házasságtörés stb.  | bűnös kívánság, haragtartás, bosszú, irigység, lopás, hazugság stb.                                     | szerencsejáték, házasságtörés, a megbotránkoztató ruházat és beszéd, hazugság, lopás stb. |
| A cél                                                              | a létforgatagtól való megszabadulás és nirvána                                                            | móksa és nirvána (megszabadulás az örökös létforgatagból és üdvösség)                                                        | üdvösség                             | üdvösség                                                                                                | üdvösség                                                                                  |
| A cselekedetek hatása                                              | karma | karma | végítélet                            | végítélet                                                                                               | ítélet (végső nap)                                                                        |
| Túlvilág lásd még: Túlvilág                                        | szamszára újjászületések örökös láncolata                                                                 | szanszára (újjászületés a karma alapján) vagy nirvána                                                                        | pokol (gyehenna) és menny            | pokol vagy mennyország (Új Föld)                                                                        | pokol (tűz) vagy menny ("kertek", "új föld")                                              |
| Az ember újramegtestesülésének tana (feltámadás vagy újraszületés) | van | van | van                                  | van | van                                                                                       |
| Istenkép                                                           | ateista, agnosztikus (Buddha nem foglalkozott Isten létezésének kérdésével) (lásd: Isten a buddhizmusban) | henoteizmus, monoteizmus, politeizmus, panteizmus, panenteizmus, monizmus, ateizmus, animizmus Brahman - Ísvara              | szigorú egyistenhit (JHVH)           | egyistenhit, illetve a legtöbb felekezetnél Szentháromság-tan                                           | szigorú egyistenhit (Allah)                                                               |
| Egy örökkévaló, személyes Istenben való hit                        | nincs | van | van                                  | van | van                                                                                       |
| Természetfeletti lényekben való hit                                | van lásd még: buddhista kozmológia                                                                        | van, lásd: dévák és aszurák                                                                                                  | van                                  | van angyalok és démonok                                                                                 | van                                                                                       |
| Sok túlvilági segítő                                               | van | van |                                      | a katolikus nézet szerint van                                                                           | van                                                                                       |
| Szerzetesség                                                       | van | van | nincs                                | a protestáns egyházakban nincs, a többi ágazatban van                                                   | nincs                                                                                     |
| Étkezési törvények                                                 | van | van | van                                  | mértékletességre és önkontrollra való felszólítás                                                       | van                                                                                       |
| Alkoholtilalom                                                     | van | van |                                      | önkontrollra való felszólítás                                                                           | van                                                                                       |
| Erőszakos térítés volt-e                                           | nem | nem | igen                                 | igen | igen                                                                                      |
| Kizárólagos érvényességre való igény                               | nincs | nincs |                                      | van | van                                                                                       |

### Kereszténység
- A kereszténység és az iszlám
- A kereszténység és a zsidó vallás
- A kereszténység és a buddhizmus
- A kereszténység és a hinduizmus
- Keresztény felekezetek összehasonlítása
- A kereszténység kritikája

### Buddhizmus
- A buddhizmus és a dzsainizmus
- A buddhizmus és a hinduizmus
- A buddhizmus és a keleti vallások
- A buddhizmus és a kereszténység
- A buddhizmus és az iszlám

### Hinduizmus
- A hinduizmus és a buddhizmus
- A hinduizmus és a dzsainizmus
- A hinduizmus és az iszlám
- A hinduizmus és a kereszténység

### Iszlám
- Az iszlám és a buddhizmus
- Az iszlám és a hinduizmus
- Az iszlám és a kereszténység
- A zsidóság és az iszlám

### Egyéb
- Vallások országok szerinti listája
- Túlvilág
- Etika (vallás)
- Megváltás
- Vallástörténet